# Ophiomyia spicatae
Ophiomyia spicatae este o specie de muște din genul Ophiomyia, familia Agromyzidae, descrisă de Spencer în anul 1963. Conform Catalogue of Life specia Ophiomyia spicatae nu are subspecii cunoscute.